# Real Sitio de Santuy
El Real Sitio de Santuy, o simplemente Santuy o Santui, fue un monasterio cisterciense y, posteriormente, fábrica cristalera y aldea, situado en plena sierra de Ayllón, a faldas del cerro de la Calahorra, entre las localidades de Bocígano y El Cardoso de la Sierra, en la provincia de Guadalajara (España).

## Etimología
El monasterio estaba dedicado a San Audito o San Audicio, un santo martirizado hacia el siglo II o III en Buitrago del Lozoya. Derivado del nombre de este santo podría venir los posteriores topónimos de Santoid y Santuy que tomaron también, aparte del monasterio al que se hace referencia, dos aldeas en lo que hoy es la provincia de Soria.

## Historia
El monasterio de San Audito fue fundado a finales del siglo XII por la Orden militar de Santiago durante la repoblación tras las batallas libradas por aquella zona entre el reino cristiano de Castilla y las taifas musulmanes de Al-Ándalus, cuando en 1164 Alfonso VIII de Castilla concedió la repoblación monástica de la Extremadura castellana y, especialmente, de las tierras situadas al sur del río Tajo a las órdenes militares de Calatrava, Santiago
y Pereiro-Alcántara. El lugar era idóneo para levantar un tranquilo lugar de meditación para los monjes, rodeados de naturaleza, a pies de una montaña y cerca de varios vallejos y lejos de grandes núcleos de población, pues por entonces en la sierra de Ayllón tan solo se encontraban pequeñas teinadas de ganaderos locales. Fue lugar de retiro de monjes y otras personalidades públicas de la época, hasta tal punto que en el siglo XVII Diego de Colmenares descubrió allí la tumba del infante Sancho de Castilla, enterrado en 1199.
Tras pasar por manos de la Orden de Santiago, primero, y de la basílica de Santa Leocadia de Toledo, después, el monasterio de Santuy fue anexionado en 1510 por el Cardenal Cisneros al Colegio Mayor de San Ildefonso como lugar de retiro y residencia de descanso para estudiantes, profesores y prelados (incluido el propio Cardenal Cisneros) de la Universidad de Complutense, funcionando a tal efecto durante algo más de un siglo.
En 1780 los terrenos del monasterio son vendidos a particulares que instalan allí una fábrica cristalera de la que trabajaban algunos vecinos de la zona y que queda incorporada al término municipal de Bocígano. Desde entonces nada queda del monasterio, salvo algún mínimo vestigio. Desde el siglo XIX los terrenos donde se asentó el antiguo monasterio de Santuy fueron pasando por manos privadas que fueron edificando algunas casas bajas y dedicando sus escasas tierras a la labranza.